# Minolovec
Minolovec je tudi računalniška igra.
Minolovec (angleško Minesweeper) je vrsta vojaške ladje, ki jo uvrščamo med plovila za protiminsko bojevanje. Njihova naloga je odkrivanje in odstranjevanje položenih morskih min, ki ogrožajo varno plovbo.

## Delovanje
Delovanje minolovcev ločimo na dva dela. Prvo je odkrivanje, torej detekcijo min. Drugo je njihovo odstranjevanje, torej destrukcija. 
Za odkrivanje se uporabljajo razne naprave, najpogosteje sonar. Za destrukcijo min se uporabljajo tako mehanske kot električne naprave. 
Minolovci delujejo neposredno, saj za seboj vlečejo minolovke (posebej trpežne jeklene/kovinske verige/mreže) in tako uničujejo podvodne mine.

## Zgodovina
Lov na mine se je pričel vzporedno z razvitjem min. Do prve množične uporabe min je prišlo v Rusko-Japonski vojni, ko so Japonska proti Rusiji uporabila veliko število min in jih je bilo nujno treba odstraniti. Delo odstranjevanja min se je takoj izkazalo za dolgotrajno in mukotrpno. Posadke mino lovcev so bile izpostavljene nevarnostim pri odstranjevanju minskih polj kot je nevarnost eksplozije, ki je vedno prisotna pri delu s podobnim orožjem. Velik razmah minolovcev se je zgodil v času Prve svetovne vojne, ko so vsi vpleteni varovali svoja pristanišča in plovne poti s enormnimi količinami min, obenem pa nasprotniku polagali svoje. Posledično se je povečala potreba po tovrstnih plovilih. 